# Bruno Lüdke
Bruno Lüdke, född 3 april 1908 i Köpenick i nuvarande Berlin, död 8 april 1944 i Wien, var en tysk person som utpekats för seriemord. 
Lüdke betraktades fram till 1990-talet som en av Tysklands värsta seriemördare. Han ansågs ha begått 85 sexualmord, utförda mellan 1927 och 1944. Uppfattningen om Lüdkes skuld baserades enbart på den mentalt efterblivne mannens egna bekännelser. Idag kan det uteslutas att han begick något av de brott som han erkände. Lüdke fick aldrig någon rättegång och dog i fängsligt förvar hos nazisternas kriminalmedicinska centralinstitut i Wien, troligen som ett resultat av att ha blivit utsatt för medicinska experiment. 